# Ernst Eichhoff

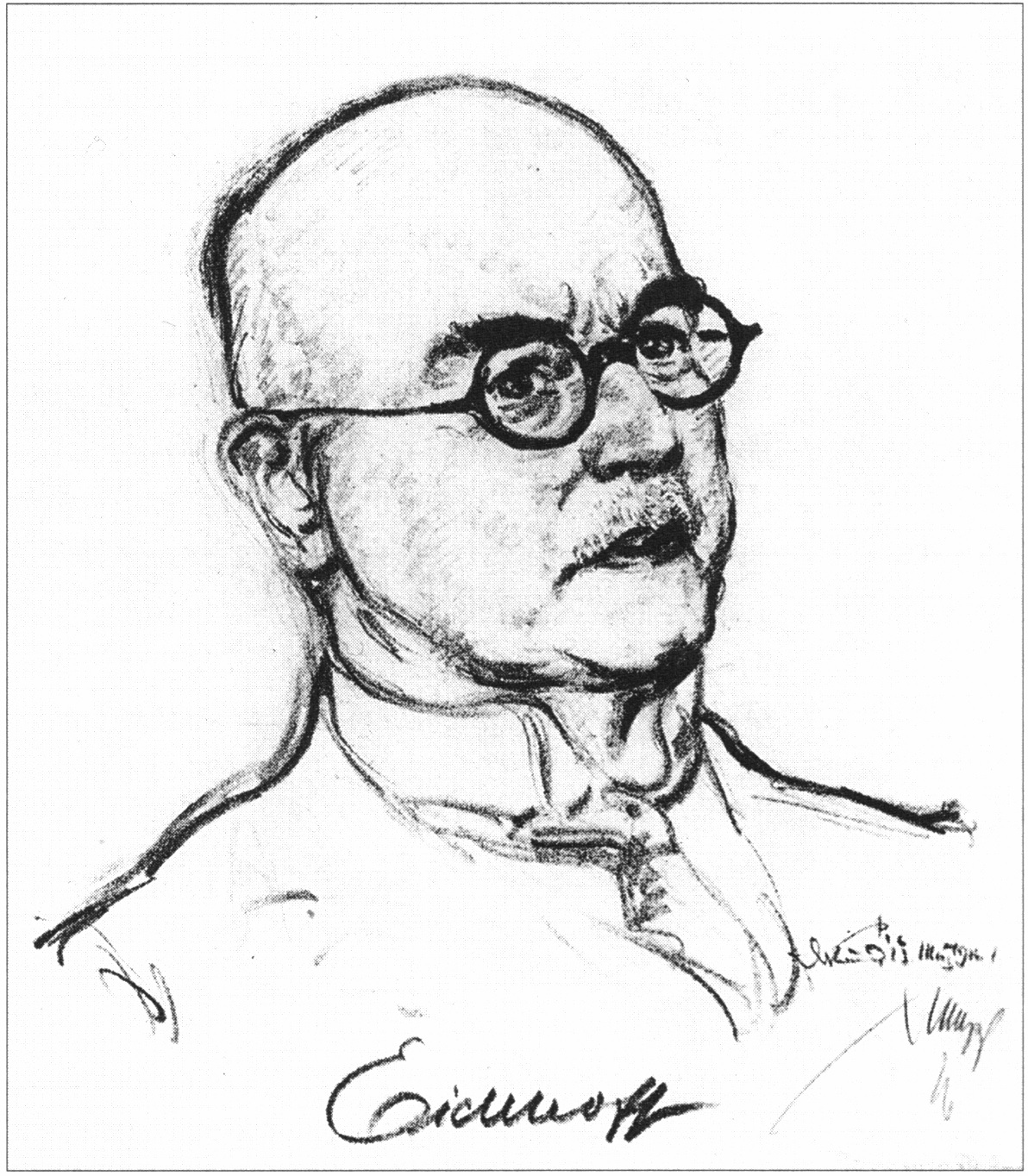
Ernst Eichhoff (mit Unterschrift)
(gezeichnet von Emil Stumpp)

Ernst Eichhoff (* 14. Januar 1873 in Essen; † 1. Juni 1941 in Kaeselow) war ein deutscher Politiker (NLP, DVP) und Oberbürgermeister von Dortmund.

## Leben
Ernst Eichhoff war ein Neffe von Bertha Krupp geb. Eichhoff (1831–1888), der Ehefrau des Industriellen Alfred Krupp. Sein Vater Ernst Otto Eichhoff (1820–1881) war seit 1871 als Direktor und Prokurist für die Firma Krupp tätig. Ernst besuchte das Königliche Gymnasium am Burgplatz zu Essen und machte dort 1891 Abitur. Seinen Militärdienst leistete er als Einjährig-Freiwilliger in München bei der königlich Bayerischen Artillerie und wurde Reserveoffizier im Bayerischen 1. Feldartillerie-Regiment „Prinzregent Luitpold“ (1905 Oberleutnant). Er studierte an den Universitäten in München, Kiel und Berlin Jura und legte seine erste Staatsprüfung in Kiel ab. Sein Referendariat absolvierte er ab 1895 in Velbert, Elberfeld und Kiel. Seine zweite Staatsprüfung legte er ebenfalls in Kiel ab und promovierte dort 1898 zum Dr. jur. 1901 wurde er Gerichtsassessor, 1902 Magistratsassessor und 1904 Beigeordneter im Stadtrat von Kiel.
Zum Jahresbeginn 1907 ging er nach Dortmund und übernahm am 7. Januar das Amt des (2.) Bürgermeisters. Nach dem Tod des Dortmunder Oberbürgermeisters Wilhelm Schmieding im Oktober 1910 wurde er zu dessen Nachfolger gewählt. Am 18. November 1910 wurde er als Oberbürgermeister von Dortmund eingeführt. Dieses Amt hatte er fast 23 Jahre inne und regierte die Stadt Dortmund während des Ersten Weltkriegs und in der Zeit der Weimarer Republik.
Mit der Novemberrevolution, bei der sich in Dortmund die Mehrheitssozialdemokratie behauptete, kehrten sich die Kräfteverhältnisse in der 1919 erstmals nach dem Gleichheitsgrundsatz gewählten Stadtverordnetenversammlung infolge der Abschaffung des Dreiklassenwahlrechts um. Dennoch blieb der als umsichtig und gemäßigt wahrgenommene, evangelische Verwaltungsjurist, der der DVP nahestand, in seinem Amt. Auch bei der Neuwahl des Oberbürgermeisters zum Ablauf seiner 12-jährigen Amtsdauer im März 1922 konnte er sich ungeachtet der für das bürgerliche Lager dramatischen Veränderung der kommunalpolitischen Mehrheits- und Regierungsverhältnisse knapp gegen den Kandidaten der Sozialdemokratie, Ernst Mehlich, durchsetzen. Gemeinsam mit Mehlich unterstützte er kurz darauf die erste Dortmunder Kolonialausstellung im Oktober 1922 in der Kronenburg, dem Veranstaltungssaal der Kronen-Brauerei. Die Ausstellung war eine Initiative der in Dortmund traditionell starken und nach der Kriegsniederlage in den 1920er Jahren mit revisionistischer und antifranzösischer Stoßrichtung wiederauflebenden Kolonialbewegung, deren Anliegen Eichhoff mit dem Ausruf unterstützte: „Deutschland braucht Kolonien“. Während der französischen Besetzung Dortmunds wurde Eichhoff wegen seiner Weigerung, sich der Besatzungsmacht zu unterstellen, am 16. Februar 1923 verhaftet und aus der Stadt ausgewiesen. Erst im Juli 1924 konnte er wieder nach Dortmund zurückkehren. Seit dieser Zeit bildete er mit dem neuen Führer der Dortmunder Sozialdemokraten, dem Stadtverordnetenvorsteher Fritz Henßler, ein die Stadtpolitik bis in die 1930er Jahre hinein prägendes pragmatisches und populäres Gespann. Als Oberbürgermeister leitete Eichhoff unter anderem das Dezernat Allgemeine Stadtverwaltung und führte die Aufsicht über kommunale Betriebe wie den Hafen oder Flughafen. Trotz katastrophaler Auswirkungen der Weltwirtschaftskrise ab 1929 auf den Bergbau und zunehmender Radikalisierung des öffentlichen Lebens gelang es den Dortmunder Nationalsozialisten bis 1932 nicht, zu einem dominierenden kommunalpolitischen Faktor zu werden. Nach der NS-Machtübernahme in Deutschland wurde Eichhoff mit der Einsetzung von Bruno Schüler, eines nationalsozialistischen Direktors der Dortmunder Union-Brauerei, zum Staatskommissar am 24. März 1933 praktisch entmachtet. Am 3. April hielt er als noch amtierender Oberbürgermeister die Rede zum „Machtergreifungs“-Akt im Dortmunder Rathaus, mit dem die neue, infolge von Repressalien und Wahlmanipulationen nationalsozialistisch dominierte Stadtverordnetenversammlung eröffnet wurde. Eichhoff wurde zum 1. August 1933 auf eigenen Antrag, jedoch auf Druck der NSDAP, in den Ruhestand versetzt. Zu seinem Nachfolger wurde am 22. Juli 1933 Ludwig Malzbender eingesetzt, da Staatskommissar Schüler nicht als hauptamtlicher Oberbürgermeister zur Verfügung stand. Nach Malzbenders Flucht Ende 1933 führte Schüler die Amtsgeschäfte kommissarisch weiter. Gleichzeitig wurde die seit 1834 bestehende Dortmunder Magistratsverfassung durch eine nach dem „Führerprinzip“ reformierte Gemeindeverfassung ersetzt, in der der Oberbürgermeister anders als in Eichhoffs Amtszeit als alleiniger Leiter der städtischen Verwaltung fungierte. Im August 1934 übernahm der nationalsozialistische Jurist Willi Banike die Geschäfte des Dortmunder Oberbürgermeisters.
Eichhoffs lange Amtszeit war durch einschneidende politische Ereignisse wie den Krieg, die Ruhrbesetzung, die Weltwirtschaftskrise und den Aufstieg des Nationalsozialismus ebenso wie durch die rasante Weiterentwicklung Dortmunds zu einer der bedeutendsten deutschen Industriestädte geprägt. Eingemeindungen ließen die Einwohnerzahl der Stadt im Laufe seiner Amtszeit von 214.000 auf 544.000 ansteigen; besonders die Eingemeindung der Stadt Hörde und etlicher Gemeinden aus den Landkreisen Dortmund und Hörde führte 1928/29 innerhalb von nur zwei Jahren zur Entstehung der modernen Metropole Dortmund. Zahlreiche neue Verkehrswege, Quartiere und Infrastrukturen entstanden in seiner Amtszeit in Dortmund, darunter der Westfalendamm, die Gartenstadt, der Hauptfriedhof, der Volkspark, die Kampfbahn Rote Erde und die Westfalenhalle. Die Errichtung und Inbetriebnahme des 1926 eröffneten Dortmunder Flughafens wurde von Eichhoff seit 1918 vorangetrieben.
Als Oberbürgermeister war Eichhoff vom 4. April 1911 bis November 1918 Mitglied des Preußischen Herrenhauses. Er war von Amts wegen in zahlreichen Aufsichtsräten vertreten, darunter denen des Ruhrtalsperrenvereins und der Vereinigten Elektrizitätswerke Westfalen (VEW). Von 1930 bis 1933 war er Aufsichtsratsvorsitzender der VEW. Außerdem war er von 1911 bis 1932 für den Wahlkreis Dortmund Stadt Mitglied des Provinziallandtages Westfalen, von 1916 bis 1919 als dessen stellvertretender Vorsitzender. Er war zeitweilig Vorsitzender des Westfälischen Provinzialausschusses, Vorsitzender des Westfälischen Städtetags, Vorstand des Deutschen und Preußischen Städtetags und Vorsitzender des Westfälischen Verkehrsverbandes.
Ernst Eichhoff zog 1933 nach Lübeck, wo er in der Roeckstraße wohnte. Er starb während des Zweiten Weltkriegs auf Gut Kaeselow in Mecklenburg, das seinem Schwiegersohn gehörte.

## Ehrungen
Die Universität Münster verlieh Eichhoff am 5. Oktober 1927 die Ehrendoktorwürde in Staatswissenschaften.
Die in Dortmund nach ihm benannte Ernst-Eichhoff-Straße in der Nähe des Südwestfriedhofs wurde noch zu seinen Lebzeiten am 21. Oktober 1937 in Wittekindstraße umbenannt und heißt bis heute so.
Die in Löttringhausen bereits vor der Eingemeindung nach Dortmund im Jahre 1929 nach ihm benannte Eichhoffstraße heißt bis heute so.